# دامونوپولا
دامونوپولا (انگلیسی: Damunupola) یک روستا در کشور سری‌لانکا است.